# Fabrizio Palenzona
Fabrizio Palenzona (Novi Ligure, 1º settembre 1953) è un dirigente d'azienda, banchiere e politico italiano.

## Biografia
Dopo aver conseguito la laurea in Giurisprudenza presso l'Università di Pavia, inizia la carriera professionale nel 1981 come membro del consiglio di amministrazione di Unitra carl, a cui segue nel 1987 la medesima carica in Unitra srl.
È stato vicepresidente di UniCredit e presidente di Gemina, Aeroporti di Roma e Aviva Italia.
Nel 2018 è presidente di Associazione italiana società concessionarie autostrade e trafori (dall'ottobre 2003) e di Assaeroporti, ed è membro del consiglio di amministrazione di Mediobanca, Associazione Bancaria Italiana (ABI) e Università degli Studi del Piemonte Orientale Amedeo Avogadro.
Da aprile 2018 è presidente di Prelios SpA.

## Carriera politica
Entra nell'ACLI e poi nel 1971 nella Democrazia Cristiana, dal 1987 al 1995 è sindaco di Tortona, poi nello stesso anno entra nella giunta provinciale della provincia di Alessandria. Dal 1990 al 2006 è stato presidente della Federazione Autotrasportatori Italiani.
Dopo la DC entra nella Margherita e dal 1995 al 2004 è presidente della provincia di Alessandria, per due mandati. Autonominatosi consigliere della Fondazione CRT, nel 1999 diventa vice presidente di UniCredit.

## Procedimenti giudiziari
Risulta indagato per il caso riguardante Gianpiero Fiorani e la Banca Popolare di Lodi.
Nel mese di ottobre 2015 si aggiunge una indagine a suo carico, da parte della direzione distrettuale antimafia di Firenze, per reati finanziari aggravati, insieme all'imprenditore Andrea Bulgarella.